# Lill-Grästjärnen, Jämtland
Lill-Grästjärnen är en sjö i Bräcke kommun i Jämtland och ingår i Ljungans huvudavrinningsområde. Sjön har en area på 0,0558 kvadratkilometer och ligger 408 meter över havet.

## Delavrinningsområde
Lill-Grästjärnen ingår i det delavrinningsområde (694693-145598) som SMHI kallar för Mynnar i Vaxsjöån. Medelhöjden är 444 meter över havet och ytan är 10,78 kvadratkilometer. Det finns inga avrinningsområden uppströms utan avrinningsområdet är högsta punkten. Bäverdammsbäcken som avvattnar avrinningsområdet har biflödesordning 4, vilket innebär att vattnet flödar genom totalt 4 vattendrag innan det når havet efter 253 kilometer. Avrinningsområdet består mestadels av skog (70 procent) och sankmarker (22 procent). Avrinningsområdet har 0,16 kvadratkilometer vattenytor vilket ger det en sjöprocent på 1,5 procent.